# 阮福忠
阮福忠（越南语：／；1601年後—1648年後），廣南阮主第二代領袖阮福源的第四子。
阮福忠生母無考，初授掌奇。福泰六年（1648年），哲王阮福瀕即位，他晉封掌營。當時尊室淇的妾侍宋氏夤驕橫，阮福忠想殺掉她；宋氏夤害怕，就刻意逢迎。阮福忠受迷惑，與她私通，又受她唆擺而決定謀反。
其後屬下告密，阮福忠被抓拿。阮福瀕不忍心誅殺阮福忠，就把他囚禁，其後死在獄中；宋氏夤則被處死，無後。